# Aeroportul Antsirabe
Aeroportul Antsirabe (IATA: ATJ, ICAO: FMME) este un aeroport din Madagascar.
Situat la o altitudine de 27 m, aeroportul dispune de o singură pistă.